# Lebanon Junction
Lebanon Junction és una població dels Estats Units a l'estat de Kentucky. Segons el cens del 2000 tenia 1.801 habitants.

## Demografia
Segons el cens del 2000, Lebanon Junction tenia 1.801 habitants, 716 habitatges, i 499 famílies. La densitat de població era de 130,5 habitants/km².
Dels 716 habitatges en un 32,3% hi vivien nens de menys de 18 anys, en un 53,8% hi vivien parelles casades, en un 11,5% dones solteres, i en un 30,3% no eren unitats familiars. En el 27,4% dels habitatges hi vivien persones soles el 14,8% de les quals corresponia a persones de 65 anys o més que vivien soles. El nombre mitjà de persones vivint en cada habitatge era de 2,52 i el nombre mitjà de persones que vivien en cada família era de 3,05.
Per edats la població es repartia de la següent manera: un 26% tenia menys de 18 anys, un 8,9% entre 18 i 24, un 29% entre 25 i 44, un 21,5% de 45 a 60 i un 14,5% 65 anys o més.
L'edat mediana era de 37 anys. Per cada 100 dones de 18 o més anys hi havia 91,7 homes.
La renda mediana per habitatge era de 28.571 $ i la renda mediana per família de 38.021 $. Els homes tenien una renda mediana de 30.000 $ mentre que les dones 21.935 $. La renda per capita de la població era de 15.890 $. Entorn de l'11,8% de les famílies i el 14,8% de la població estaven per davall del llindar de pobresa.

## Poblacions més properes
El següent diagrama mostra les poblacions més properes.